# Брајан Рендл
Брајан Рендл (енгл. Brian Charles Randle; Пиорија, 8. фебруар 1985) је бивши амерички кошаркаш. Играо је на позицији крилног центра.

## Биографија
Рендл је у периоду од 2003. до 2008. године студирао на одсеку Универзитета Илионис у региону Урбана-Шампејн, а тамо је кошарку играо за екипу Илиноис фајтинг илини. На НБА драфту 2008. није изабран.
Сениорску каријеру отпочео је двосезонским ангажманом у израелском Хапоелу Гилбоа Галил, а пажњу на себе скренуо је већ у дебитантској сезони када је и изабран за најбољег одбрамбеног играча израелског првенства. Сезона 2009/10. Хапоелу Гилбоа Галил донела је прву титулу првака државе у историји клуба, а Рендлу место у првој постави идеалног тима првенства. Наредне две сезоне провео је у Хапоелу из Јерусалима. У октобру 2012. са берлинском Албом потписао је двомесечни пробни уговор уз опцију продужења. Ипак, већ у фебруару 2013. вратио се у Израел, али овога пута нашао се у дресу Хапоела из Тел Авива. У августу 2013. прешао је у Макаби из Хаифе, а као играч тог клуба у сезони 2013/14. поново је завредео признање за најбољег дефанзивца. У јулу 2014. потписао је за Макаби из Тел Авива, са којим проводи наредне две сезоне и осваја два национална купа. У јануару 2017. поново је постао играч Хапоела из Јерусалима али се у марту исте године повредио и пропустио остатак сезоне. Сезону 2017/18. је почео у екипи Бриндизија али је у новембру 2017. објавио крај играчке каријере.

## Успеси

### Клупски
- Хапоел Гилбоа Галил:
  - Првенство Израела (1): 2009/10.

- Макаби Тел Авив:
  - Куп Израела (2): 2015, 2016.

### Појединачни
- Најкориснији играч кола Евролиге (1): 2014/15. (1)
- Најбољи одбрамбени играч Првенства Израела (2): 2009, 2014.
- Прва постава идеалног тима Првенства Израела (1): 2010.
- Учесник Ол-стар утакмице Првенство Израела (1): 2012.